# 100726 Marcoiozzi
100726 Marcoiozzi è un asteroide della fascia principale. Scoperto nel 1998, presenta un'orbita caratterizzata da un semiasse maggiore pari a 2,7679752 au e da un'eccentricità di 0,1826042, inclinata di 10,46332° rispetto all'eclittica.
L'asteroide è dedicato all'astronomo amatoriale italiano Marco Iozzi.